# Novaledo
Novaledo  (deutsch veraltet: Neuleit)  ist eine nordostitalienische Gemeinde (comune) mit 1162 Einwohnern (Stand 31. Dezember 2023) im Trentino in der Region Trentino-Südtirol. Die Gemeinde liegt etwa 19,5 Kilometer ostsüdöstlich von Trient an der Brenta.

## Geschichte
Der Name Neuleit (1305: Nuvoledi) geht auf lateinisch opuletum ‚Feldahornbäume‘ zurück.

## Verkehr
Durch die Gemeinde führt die Strada Statale 47 della Valsugana von Padua nach Trient.